# Salvatore Cafiero
Salvatore Cafiero (8 de mayo de 1882 - 29 de enero de 1965) fue un actor y director teatral de nacionalidad italiana.

## Biografía
Nacido en Nápoles, Italia, Salvatore Cafiero debe ser considerado uno de los más grandes exponentes del género teatral de la "Sceneggiata".
Su debut teatral tuvo lugar en San Giovanni a Teduccio", al sur de Nápoles, junto a su esposa Tina, con la cual formó un dúo de cantantes de notable éxito, tanto por la destreza de su mujer como por la experiencia y el innato arte de Cafiero.
Para la selección de los textos, el matrimonio Cafiero optó por la colaboración con de poetas napolitanos como Gualtieri y Giovanni Capurro. El dúo se mantuvo hasta 1921, cuando Cafiero conoció a Eugenio Fumo. Juntos fundaron la compañía teatral Cafiero-Fumo, centrada en un género teatral emergente, "La sceneggiata", típico de Nápoles, y en el cual la acción teatral se basa en una canción preexistente, popular para el público, sobre cuya letra se desarrolla una pieza escénica en prosa en la que se alternan los recitados, el canto y el baile. La compañía se mantuvo durante casi dos décadas, consiguiendo un gran éxito en el país y en el extranjero, representando textos de los más importantes poetas napolitanos de la época, desde Salvatore Di Giacomo a Libero Bovio. En 1940 la sceneggiata estaba en decadencia, y la compañía Cafiero-Fumo se disolvió tras muchos éxitos. Posteriormente Cafiero entró a formar parte de la compañía de la "Scarpettiana" del "Teatro San Ferdinando" de Nápoles, dirigida por Eduardo De Filippo. 
Cafiero también participó en algunas películas de ambiente napolitano, destacando de entre sus actuaciones la llevada a cabo en "Processo alla città (1952).
Salvatore Cafiero falleció en Nápoles en 1965, a los 83 años de edad.

## Filmografía seleccionada
- Un ettaro di cielo (1959), de Aglauco Casadio
- I magliari (1959), de Francesco Rosi
- La contessa azzurra (1960), de Claudio Gora
- Il mattatore (1960), de Dino Risi
- Gli incensurati (1961), de Francesco Giaculli